# Paulo Vinícius (football, 1990)
Pour les articles homonymes, voir Paulo Vinícius.
Paulo Vinícius Souza dos Santos, plus couramment appelé Paulo Vinícius, est un footballeur international hongrois né le 21 février 1990 à São Paulo (Brésil). Évoluant au poste de défenseur central, il joue depuis août 2011 pour le Videoton FC, dans le championnat de Hongrie.

## Biographie

### En club
Il joue un match en Copa Sudamericana avec le River Plate Montevideo.
Avec le Videoton FC, il participe à la Ligue des champions et à la Ligue Europa.

### En équipe nationale
Il reçoit sa première sélection en équipe de Hongrie le 9 juin 2017, contre le Portugal. Ce match perdu 3-0 à Lisbonne rentre dans le cadre des éliminatoires du mondial 2018.

## Palmarès
Avec le Videoton FC
- Champion de Hongrie en 2015
- Vainqueur de la Coupe de la Ligue hongroise en 2012
- Vainqueur de la Supercoupe de Hongrie en 2012

## Statistiques
Le tableau ci-dessous récapitule les statistiques de Paulo Vinícius lors de sa carrière en club :
| Saison                | Club                   | Championnat           | Championnat | Championnat | Coupe nationale | Coupe nationale | Coupe de la Ligue | Coupe de la Ligue | Supercoupe | Supercoupe | Compétition(s) continentale(s) | Compétition(s) continentale(s) | Compétition(s) continentale(s) | Total | Total |
| Saison                | Club                   | Division              | M.          | B.          | M.              | B.              | M.                | B.                | M.         | B.         | Comp.                          | M.                             | B.                             | M.    | B.    |
| 2009-2010             | River Plate Montevideo | 1                     | 1           | 0           | -               | -               | -                 | -                 | -          | -          | -                              | -                              | -                              | 1     | 0     |
| 2010-2011             | River Plate Montevideo | 1                     | 24          | 1           | -               | -               | -                 | -                 | -          | -          | CS                             | 1                              | 0                              | 25    | 1     |
| 2011-2012             | Videoton FC            | 1                     | 21          | 3           | 6               | 0               | 8                 | 0                 | -          | -          | -                              | -                              | -                              | 35    | 3     |
| 2012-2013             | Videoton FC            | 1                     | 20          | 0           | 5               | 1               | 5                 | 0                 | 1          | 0          | C3                             | 12                             | 1                              | 43    | 2     |
| 2013-2014             | Videoton FC            | 1                     | 25          | 2           | 3               | 0               | 10                | 0                 | -          | -          | C3                             | 2                              | 1                              | 40    | 3     |
| 2014-2015             | Videoton FC            | 1                     | 25          | 2           | 6               | 0               | 6                 | 0                 | -          | -          | -                              | -                              | -                              | 37    | 2     |
| 2015-2016             | Videoton FC            | 1                     | 27          | 0           | 3               | 1               | -                 | -                 | 1          | 0          | C1+C3                          | 4+2                            | 1+0                            | 37    | 2     |
| 2016-2017             | Videoton FC            | 1                     | 32          | 2           | 3               | 0               | -                 | -                 | -          | -          | C3                             | 6                              | 0                              | 41    | 2     |
| 2017-2018             | Videoton FC            | 1                     | 1           | 0           | -               | -               | -                 | -                 | -          | -          | C3                             | 3                              | 0                              | 4     | 0     |
| Total sur la carrière | Total sur la carrière  | Total sur la carrière | 176         | 10          | 26              | 2               | 29                | 0                 | 2          | 0          | -                              | 30                             | 3                              | 263   | 15    |